# Múscul buccinador
El múscul buccinador (musculus buccinator) és un múscul que es troba a la galta, davant del masseter; és un múscul ample i pla.
S'insereix, per darrere en la vora alveolar de l'os maxil·lar i la mandíbula, a la làmina medial de l'apòfisi pterigoide i en el lligament pterigomandibular, per davant en la mucosa de la comissura labial. També està travessat per una branca del nervi facial.
La seva principal funció és la de donar forma al rostre, engrandir l'esquerda bucal i exercir pressió en la cavitat oral: per exemple, per a poder xiular. Tira cap enrere la comissura labial augmentant el diàmetre transversal de la boca. Intervé, entre altres accions, en el xiular, bufar, succionar, tocar instruments de vent i col·locar aliments en les cares oclusives de les dents posteriors.
Està innervat pel nervi bucal, per la branca del temporobucal (V3 del nervi trigemin) (nervi sensitiu). També està innervat pel VII parell cranial (Nervi facial) (nervi motor).

## Imatges

Animació. Posició del múscul buccinador (en vermell).
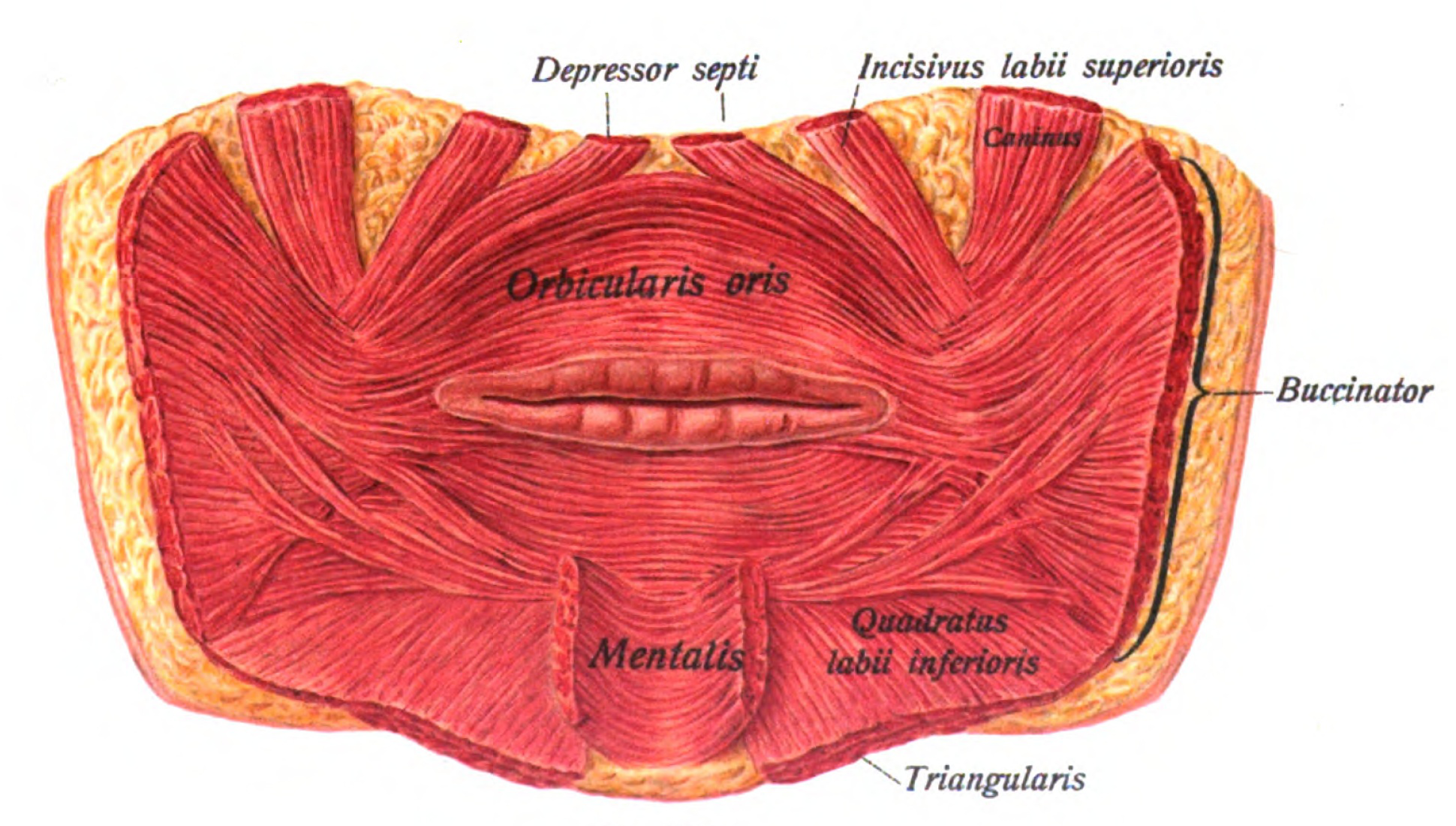
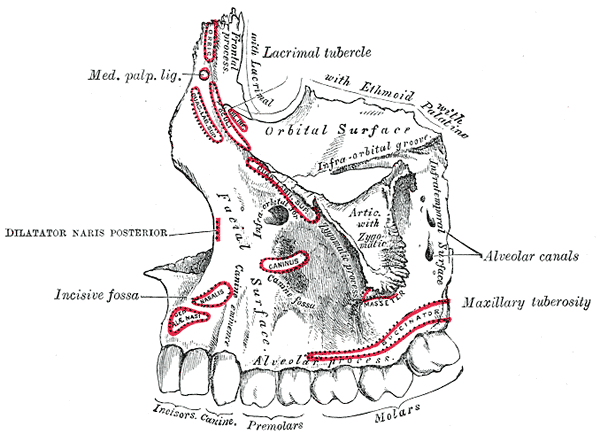
Maxil·lar esquerre. Superfície exterior.
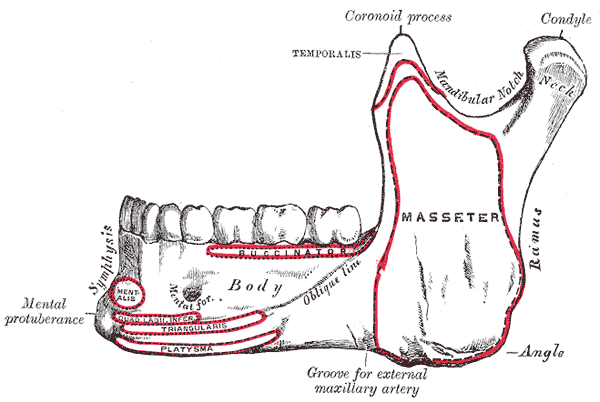
Mandíbula. Vista lateral de la superfície exterior.
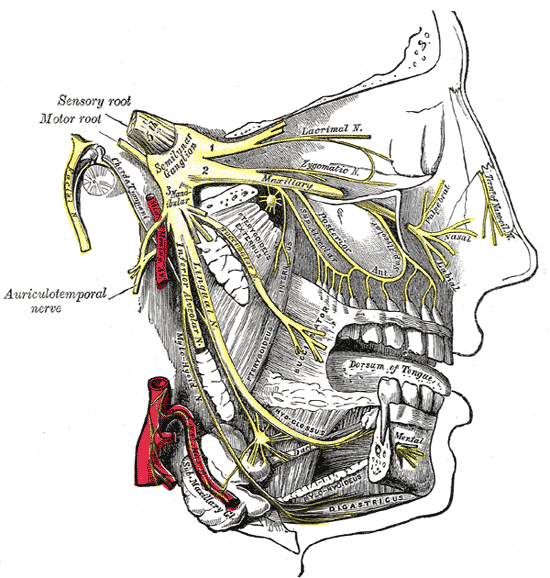
Distribució dels nervis maxil·lar i mandibular, i el gangli submaxil·lar.
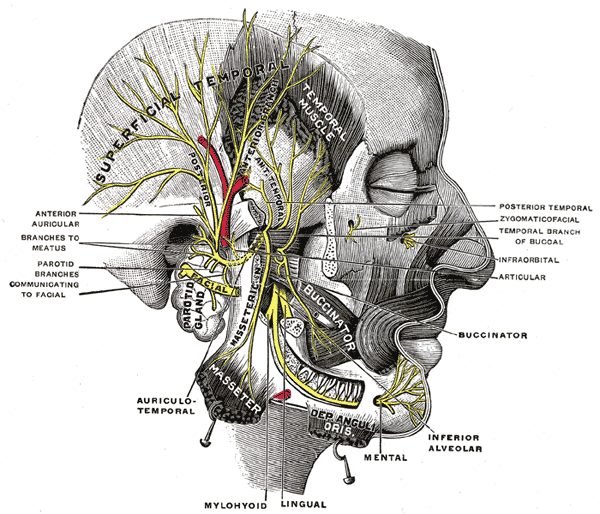
Divisió mandibular del nervi trigemin.
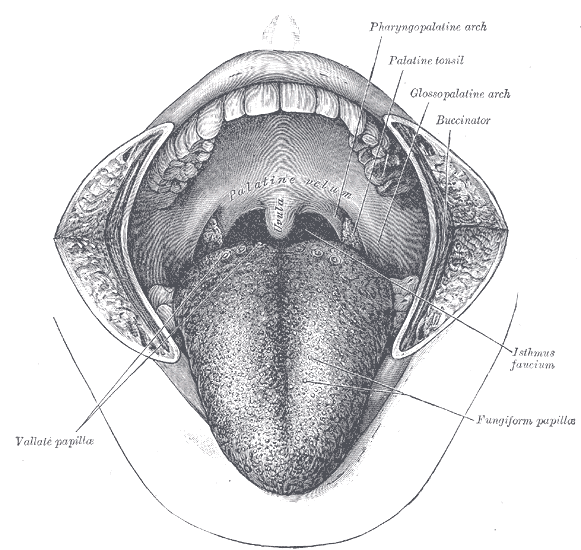
Cavitat bucal. S'han tallat les galtes.
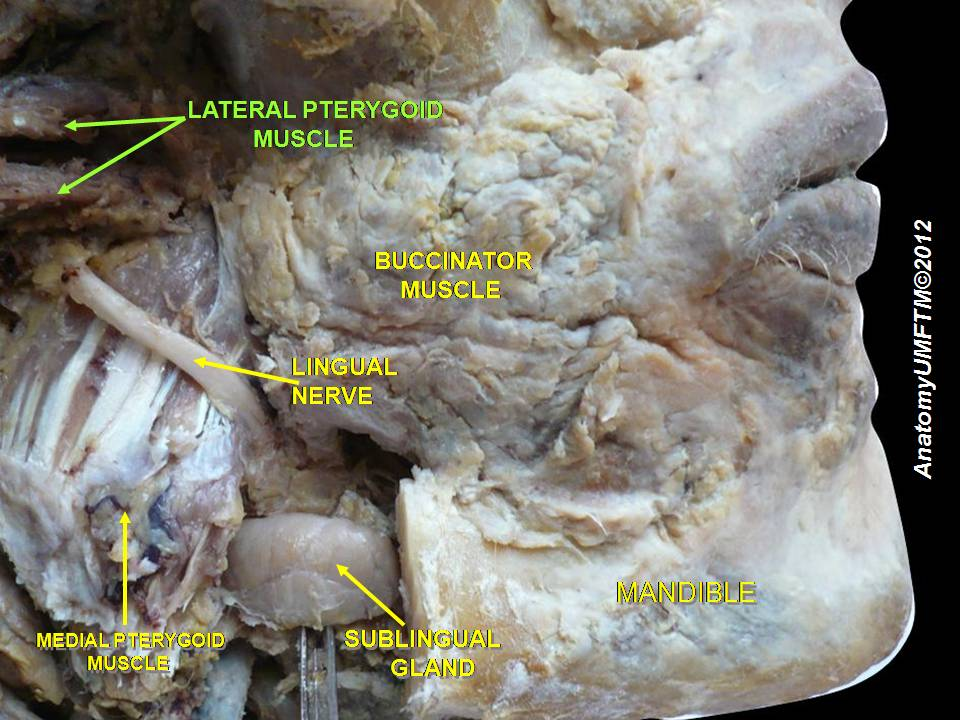
Dissecció. Es mostra el múscul buccinador.